# Orogeneza karelska
Orogeneza karelska – ruchy górotwórcze z proterozoiku.
Miały one miejsce ok. 1,9–1,7 mld lat temu.
Nazwa pochodzi od Karelii – krainy geograficznej w północno-wschodniej Europie, rozciągająca się między Morzem Bałtyckim a Białym.
W czasie tej orogenezy miały miejsce liczne intruzje.